# Chiasmus arori
Chiasmus arori är en insektsart som beskrevs av Singh 1969. Chiasmus arori ingår i släktet Chiasmus och familjen dvärgstritar. Inga underarter finns listade i Catalogue of Life.